# Oxberg, Leksands kommun
Oxberg är en by i östra delen av Åls socken i Leksands kommun, centrala Dalarna.
Oxberg ligger cirka sex kilometer väster om tätorten Grycksbo i Falu kommun och är den östligaste byn i Åls församling.
Strax nordväst om byn reser sig Älgesberget (350 m ö.h.).
Byn omtalas i skriftliga källor första gången i tiondelängden 1606, då med ett hushåll. Sannolikt har Oxberg ursprungligen varit ett fäbodställe som senare fått fast bosättning. I tiondelängden återkommer byn med ett hushåll 1616, men först 1627 upptas byn i årliga räntan, varför bosättningen möjligen dessförinnan var av tillfällig karaktär.
Under 1600-talet växter byn snabbt. På 1640-50-talen hade byn 4-5 hushåll, men hade 1668 stigit till 16. Möjligen var befolkningsökningen kopplad till gruvdrift. En koppargruva finns vid Foloberget och en järnmalmsgruva mellan tjärnarna sydväst om Oxberg. Abraham Hülphers berättar 1757 att Flobergsgruvorna skall ha bearbetats på 1680-talet.
Fäbodinventeringen 1663-64 upptar även en hemfäbodgård till Tunsta by i Boberg. Efter 1600-talets uppgång minskar dock gårdarnas antal igen. 1766 fanns 6 hushåll i byn, och 1820 8 hushåll med sammanlagt 41 personer. 1965 fanns 10 hushåll med sammanlagt 46 personer i byn.
Under början av 1900-talet köptes flera gårdar i byn av Grycksbo AB, som även 1906 uppförde ett Sanatorium i byn.